# Peter Bearth

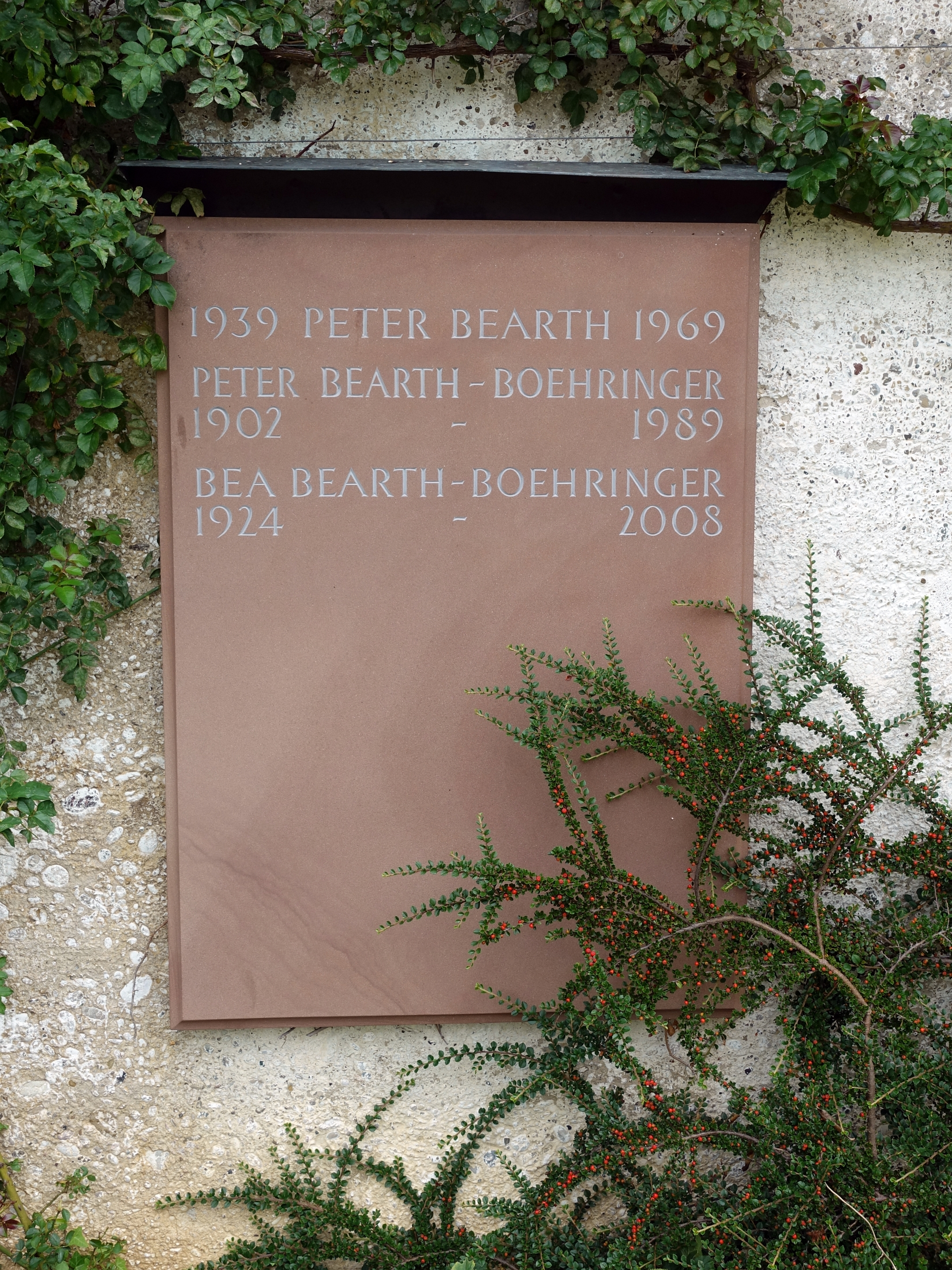
Grab auf dem Friedhof am Hörnli.

Peter Bearth (* 30. August 1902 in Sumvitg; † 24. August 1989 in Basel) war ein Schweizer Geologe, Hochschullehrer und Autor.

## Leben und Werk
Peter Bearth war ein Sohn des Volksschullehrers, Bauern und Bäckers Pieder Paul Bearth und der Babette, geborene Müller. Bearth besuchte von 1916 bis 1917 die Kantonsschule Luzern und absolvierte anschliessend eine Maschinenschlosserlehre in Baden. Nachdem er 1922 die Matura in Basel bestanden hatte, studierte er an der ETH Zürich Ingenieurwesen und ab 1923 Naturwissenschaften an der Universität Basel. 1933 wurde er in Mineralogie und Petrografie promoviert.
Bearth unterrichtete ab 1936 als Gymnasiallehrer und war ab 1952 zugleich ausserordentlicher Professor für Petrografie an der Universität Basel. In über 50 Publikationen schrieb er grundlegende Beiträge zur Geologie und Petrografie alpiner Gesteine, darunter neun Blätter des Geologischen Atlas der Schweiz (1:25'000).
Bearth heiratete 1936 die Primarlehrerin und Autorin Gertrud Burckhardt (1910–2007), Tochter des Basler Historikers Paul Burckhardt. Seine Schwager waren Erich Gruner und Manfred Szadrowsky. In zweiter Ehe war er ab 1950 mit der ebenfalls aus Basel stammenden Beatrice, geborene Boehringer (1924–2008), verheiratet. Peter Bearth fand seine letzte Ruhestätte auf dem Friedhof am Hörnli.

## Ehrungen
Ein von Christian Chopin, Fabrice Brunet, Walter Gebert, Olaf Medenbach und Ekkehart Tillmanns 1993 erstbeschriebenes Mineral erhielt Bearth zu Ehren den Namen Bearthit.